# The First Templar
The First Templar est un jeu vidéo d'action-aventure développé par Haemimont Games et édité par Kalypso Media, sorti en 2011 sur Windows et Xbox 360.

## Accueil
- Jeuxvideo.com : 11/20[1]